# Месторождение Бухта Угольная
Месторождение Бухта Угольная — месторождение каменного угля на Чукотке.
Находится на берегу бухты Угольная, близ посёлка Беринговский.
Уголь месторождения используется в качестве энергетического топлива для предприятий местного значения Чукотки и Камчатки, и в небольших количествах по прибрежной торговле — на экспорт.

## Горно-геологические условия
Месторождение расположено в межгорной впадине, открытой со стороны моря. Поверхность впадины представляет собой всхолмленную равнину, густо расчлененную сетью мелких водотоков и оврагов, в восточной части которой по долинам рек Угольной, Канаевки и их притоков угольные пласты выходят на поверхность. От выходов угольные пласты полого погружаются в пределах участка на глубину до 270 м. Мощность покровных рыхлых отложений 0,1-15 м. Аллювиальные отложения сложены галечниками, элювий и делювий — суглинками с примесью обломочного материала горных пород. Вмещающие породы (средней крепости и крепкие) представлены преимущественно песчаниками (до 90 %), реже алевролитами и аргиллитами (10-18 %). В кровле угольных пластов залегают преимущественно песчаники мелкозернистые от слабых до крепких, относительно устойчивые, средней абразивности. Почвы пластов сложены алевролитами, слабоустойчивыми, с горизонтальной слоистостью, мощностью 0,2—10 м. Внутрипластовые прослои сложены алевролитами, аргиллитами и мелкозернистыми песчаниками. Угольные пласты составляют 7-10 % разреза. Общая мощность их изменяется от 0,5 до 3,5 м.
Общая мощность угленосных отложений составляет 470 м, где насчитывается 13 угольных пластов, из них 5 — рабочей мощности. Разрабатывается 3 сближенных пласта среднего горизонта (Карьерный, Двойной и Мощный) преобладающей мощностью 1-2 м.

## Характеристика ископаемого
Угли относятся к мягким породам. Развита трещиноватость 3-5 тp./п.м по 3 системам. Все породы угленосной толщи и угли содержат влагу (до 5,5-10 %). По степени развития пор породы являются мелкопористыми, объёмный вес влажных пород составляет 2,1-2,53 г/см³. По плотности породы относятся к средним (2,65-2,69 г/см³), а угли — к лёгким (1,32-1,47 г/см³).
Угли месторождения преимущественно блестящие (31-82 %), полублестящие (13-55 %), полуматовые и матовые (0-14 %); относятся к классу гумолитов, марке «Г», группе «1Г», подгруппе «1ГВ». Теплотворная способность высокая. Угли низко- и среднезольные (8-16 %), выход летучих изменяется от 32 до 57 %. Средние содержания серы по рабочим пластам составляют 1,10-1,93 %. Угли несоленые или слабосоленые, среднезольные, среднесернистые, среднешлакуемые с высокой загрязняющей способностью. В составе золы: двуокись кремния (от 33,9 до 48,8 %), окись алюминия (не более 30 %), щелочные металлы (1-7,2 %), двуокись титана (0,3-5 %). Плотность углей 1,22—1,49 г/см³, ср.значение 1,36 г/см³. Коэффициент размолоспособности составляет 0,79—1,12.
Угли по самовозгораемости неопасные (пласты Мощный, Двойной, Карьерный), малоопасные (пласты Двойной, Карьерный) и опасные (пласт Карьерный); по склонности к окислению отнесены к неустойчивым с повышенной активностью к окислению.

## Добыча
Добыча угля ведётся шахтным способом (глубиной до 70 м) в зоне вечной мерзлоты, мощность которой в среднем составляет 90 м. Современные разработки ведутся также и в обводнённых таликах. Условия добычи силикозоопасные, угольная пыль — антракозоопасна и взрывоопасна. Газоносность в толще многолетнемерзлых пород не превышает 1,5 м³/т, в таликовой подмерзлотной толще — до 10,7 м³/т.
С начала промышленной эксплуатации на месторождении добыто более 16 млн т угля.

## Запасы
Разведанные запасы в 1980 году оценивались в 58 млн т, предварительно оценённые — 471 млн т.
По современным данным в границах шахты Нагорная балансовые запасы составляют 45 млн т.

## История открытия и эксплуатации
В 1886 году в бухту вошёл клипер «Крейсер» под руководством капитана А. А. Остолопова, высадившаяся экспедиция обнаружила выход пластов угля на поверхность. Обследовав образцы, экспедиция отметила хорошее качество полезного ископаемого. В 1912 году геолог Полевой П. И. определил возраст месторождения по аналогии с геологией Анадырского месторождения бурого угля. Первые попытки организации детальной геологоразведки на выходах пластов предприняла в 1921—1922 гг. Русско-японская горнопромышленная корпорация, однако работы дальнейшего развития не получили.
К началу 1930-х гг. с развитием Севморпути потребовались новые пункты снабжения судов топливом. В 1934 году в бухту Угольная была направлена небольшая экспедицию Арктического научно-исследовательского института под руководством М. П. Кудрявцева, проведшую геолого-съёмочные работы. Было выявлено 6 пластов угля мощностью 0,5-6 м, запасы по пласту Карьерному оценены в 2663,4 тыс.т. В мае 1940 года был получен первый уголь. 15 марта 1941 года было образовано рудоуправление «Бухтуголь», в том же году началось строительство шахты для добычи в промышленных масштабах. В 1945 году на участке «Основной» было начато строительство шахты «Капитальная № 1» производственной мощностью 100 тыс. т угля, однако из-за сложных горно-геологических условий добыча угля здесь была прекращена в 1958 году, а на месторождении было начато строительство шахты № 2 «Беринговская» производственной мощностью 200 тыс. т.
В последующие годы добыча на месторождении постоянно росла, и к 1990 году здесь действовала самая крупная угледобывающая шахта на Северо-Востоке СССР. Была осуществлена реконструкция на мощность 1 млн т. угля в год, велись проектные работы по увеличению мощности до 2 млн т. Однако постсоветский социально-экономический кризис поставил крест на этих планах. Добыча резко падала, к 1999 году она сократилась в 10 раз.
В 2000-е гг. добыча на месторождении стабилизировалась. Вновь появились планы по многократному увеличению добычи с целью экспорта угля в страны АТР. Для этого предполагалась реконструкция существующей шахты «Нагорная» вместе с разработкой близлежащего Амаамского месторождения.
По состоянию на начало 2015 года из-за отсутствия потенциальных потребителей угля ввиду его высокой стоимости добыча на месторождении сворачивается.